# Strategisches Geschäftsfeld
Unter einem strategischen Geschäftsfeld versteht man in Unternehmen ein Geschäftsfeld mit Produkt/Dienstleistung-Markt-Kombinationen, für das besondere Strategien zu entwickeln sind.

## Allgemeines
Die Geschäftsfelder in Unternehmen leiten sich vom vorgegebenen Unternehmenszweck und den Unternehmenszielen ab. Der Führungsorganisation kommt dabei unter anderem die Aufgabe zu, für das Unternehmen aus allen Geschäftsfeldern die besonders bedeutsamen Geschäftsfelder zu identifizieren und sie einer strategischen Planung zu unterwerfen. Es handelt sich dabei stets um Organisationseinheiten, die einen direkten Bezug zum Markt und zu Kunden aufweisen, die ein Unternehmen als Anbieter bedient. Während für normale Geschäftsfelder meist eine operative Planung genügt, bedürfen strategische Geschäftsfelder stets einer strategischen Planung.

## Entstehungsgeschichte
In der Fachliteratur ist umstritten, ob das strategische Geschäftsfeld (SGF) und die strategische Geschäftseinheit (SGE) Synonyme sind oder nicht. Für Karl Mauthe ist eine SGE ein möglichst isolierter „Ausschnitt aus dem gesamten Betätigungsfeld des Unternehmens, für den ein relativ unabhängiges strategisches Programm geplant werden kann“. Hans H. Hinterhuber fasst ein SGF auf als einen „homogenen Tätigkeitsbereich, in dem eine strategische Geschäftseinheit die Stärken der Unternehmung ausspielen kann“. Beide Autoren verwenden SGF und SGE weitgehend synonym. Aloys Gälweiler definierte 1979 das SGF als „gedankliche Konstruktion, ein Hilfsmittel für die geistige Arbeit, die sich die langfristige bessere Steuerung der Unternehmung zum Ziel setzt“. Er benutzte den Ausdruck der SGE im Sinne eines SGF. Dagegen unterscheidet Jörg Link beide Begriffe und sieht das SGF als abstraktes Objekt des Ursystems der Unternehmung, während die SGE innerbetriebliche organisatorische Einheiten darstellen. Ein weiterer Teil der Literatur will mehrere SGE zu einem SGF zusammenfassen.     
Die angloamerikanische Literatur unterscheidet klar zwischen der SGE (englisch strategic business unit, SBU) und dem SGF (englisch strategic business area, SBA). Hervorgegangen ist der Gedanke zur Bildung von Geschäftsfeldern aus der für Mehrproduktunternehmen typischen Problemstellung des Managements von mehreren, möglicherweise sehr heterogenen Produkten. General Electric besaß 170 Produktabteilungen, die es 1971 zu sachlich zusammengehörigen Produktgruppen innerhalb einer SGE zusammenfasste und hierdurch auch Synergien innerhalb der Produkte nutzen konnte. So entstanden 43 SGE, die der Konzern auf der Ebene ansiedelte, wo auch strategische Geschäftsentscheidungen getroffen wurden.

## Aufgaben
Dem folgend wird hier zwischen der SGE und dem SGF unterschieden. Während die SGE eine Organisationseinheit im Unternehmen mit eigenständiger Marktbearbeitung darstellt, ist das SGF ein Teilmarkt, den das Unternehmen als exogener Faktor (Umweltzustand) versteht und vom Unternehmen die marktgerechte Ausgestaltung des Produkts oder der Dienstleistung verlangt. Für jeden dieser Teilmärkte bedarf es gesonderter Wettbewerbsstrategien. Die SGE/SGF befassen sich mit homogenen Gruppen von Produkten/Dienstleistungen, die einer identifizierbaren Kundengruppe angeboten werden und/oder Kernprodukten, die dem Unternehmen Wettbewerbsvorteile gegenüber Konkurrenten verschaffen und sichern. Die strategische Positionierung ist dabei die zentrale Aufgabe bei den SGE/SGF.